# Kenya Railways Corporation
Kenya Railways Corporation, plus simplement connu sous le nom de Kenya railways, est la société nationale chargée de gérer la partie kényane de l'ancien réseau des East african railways and harbours corporation dissous en 1977. Elle est créée par acte parlementaire du 20 janvier 1978.

## Le réseau
Comme les autres réseaux issus des EAR, les chemins de fer du Kenya sont établis à l'écartement métrique.
La ligne principale est l'ancienne artère maitresse du Kenya and Uganda railways et relie le port de Mombasa sur l'océan Indien au port de Kisumu sur le lac Victoria. À mi-chemin, la ligne dessert la capitale Nairobi, née autour du dépôt des chemins de fer. Plusieurs embranchements desservent l'intérieur du pays. L'ensemble est relié aux réseaux des TR et UR. L'ensemble totalise une longueur de 2778 kilomètres. La société est également chargée d'exploiter les ferrys kényans sur le lac Victoria.
En 2006, la plus grande partie du réseau était à l'abandon faute de maintenance. La ligne principale, toujours en service, comprenait encore quelques services voyageurs :
- Le Jumbo Kenya deluxe relie Nairobi à Mombasa à raison de trois aller-retours hebdomadaires. Le voyage de 14 heures s'effectue essentiellement de nuit
- Le Port Florence express relie Nairobi à Kisumu

## Des accidents fréquents
Bien que le KR soit un rouage essentiel de l'économie nationale, son entretien a été longtemps négligé, nécessitant une limitation de la vitesse à 45 km/h. Les accidents et déraillements sont malheureusement fréquents. Quelques-uns sont particulièrement graves :
- En 1993, 114 personnes trouvent la mort lorsqu'un train provenant de Mombasa chute dans une rivière en crue après que les flots aient emportés le pont de Ngai Ddethya
- En 1999, 32 personnes trouvent la mort au parc national Tsavo dans un déraillement dû à une défaillance des freins.
- En 2000, 13 personnes sont tuées près de Kisumu après la dérive d'un convoi une fois de plus due à une défaillance des freins.
- En 2000, au moins 25 personnes sont tuées après l'explosion d'un train d'hydrocarbures.
- Le 16 octobre 2005, 6 personnes sont tuées et 23 autres blessées à l'issue d'une collision entre un train de voyageurs et un « Matatu » (minibus) près de Kisumu.

## La privatisation
En dépit de leur potentiel, les KR ont longtemps accumulé les déficits en raison d'une direction inefficace et d'un personnel jugé pléthorique. Les projets de remise à niveau et de privatisation se sont succédé. Finalement, en 2005, la société sud-africaine Rift valley railways consortium a obtenu la concession du réseau des Kenya railways corporation pour 25 ans. Le transfert de l'exploitation, initialement prévu au 1er août 2006, a été reporté au 1er novembre.

## Gares principales
En 2006, le réseau disposait de 167 gares. Les principales sont :
- Mombasa
- Voi
  - Taveta
- Mtito Andei
- Makindu
- Nairobi
- Naivasha
- Nakuru
- Kisumu
  - Butere

## Matériel utilisé
- Locomotives à vapeur :

La Kenyan railways corporation hérite d'une centaine de locomotives à vapeur des EAR. Au 20 août 1978, 103 machines sont encore en service, à savoir 13 classe 13, 10 classe 24, 18 classe 29, 1 classe 30, 21 classe 31, 34 garrats classe 59 et six de la classe 60.
- Locomotives diesel :

| Type    | Classe | No KR       | Constructeur     | Type usine | No usine      | Année | Puissance | Notes  |
| BB DH   | 62     | 6201 à 6210 | Thyssen-Henschel | DHG 1000   | 32123 à 32132 | 1977  | 660 ch.   |        |
| BB DH   | 62     | 6211 à 6220 | Thyssen-Henschel | DHG 1000   | 32141 à 32150 | 1977  | 660 ch.   |        |
| BB DH   | 62     | 6221 à 6230 | Thyssen-Henschel | DHG 1000   | 32319 à 32328 | 1978  | 660 ch.   |        |
| 1BB1 DE | 71     | 7101 à 7110 | English Electric | ?          | ?             | 1967  | 1240 ch.  | ex EAR |
| CC DE   | 93     | 9301 à 9326 | General Electric | U 26 C     | 41812 à 41837 | 1977  | 2610 ch.  |        |
| CC DE   | 94     | 9401 à 9410 | General Electric | U 26 C     | 45374 à 45383 | 1987  | 2610 ch.  |        |

- Matériel remorqué :